# Speedy Gonzales (canción de 1962)
Speedy Gonzales es una canción del cantante estadounidense Pat Boone publicada en 1962 como sencillo.
La canción escrita por Ethel Lee, Buddy Kaye y David Hess, fue grabada inicialmente por el cantante David Dante en 1961, pero no alcanzó gran éxito y rápidamente pasó al olvido. Únicamente en Filipinas llegó a ser número 3 en los rankings.
Pat Boone escuchó esta canción en un bar de Filipinas (según cuenta Pat en su disco de 1995 Grandes Éxitos), y decidió comprar una copia del disco llevándoselo para que lo escuchara el propietario de Dot Records, Randy Woods, quien quedó impactado por el ritmo, pero decidieron dejar el disco guardado. Al grabar un nuevo disco, solo tenían dos canciones y decidieron añadirle el tema Speedy Gonzales.
El cantante se trasladó a Londres, donde grabó la canción, que está dedicada al ratón de la Warner Bros. Speedy Gonzales, «el ratón más rápido de todo México». Para la grabación Boone y sus productores invitaron a Mel Blanc, encargado de la voz original del ratón en la televisión hasta 1989. 
El tema fue un éxito y llegó a los primeros puestos de las listas musicales,  alcanzando el sexto puesto en el Billboard Hot 100 de 1962, manteniéndose en el ranking cerca de 13 semanas. Fue tal el éxito de la canción que una copia de la partitura se  guardó en la Biblioteca Británica de Londres.

## Otras versiones
En inglés
- Versión de 1969 por los Hep Stars y que sería su último sencillo.
- Versión de 1977 de Charo con The Salsoul Orchestra, de su álbum Cuchi Cuchi
- Versión de 1980 por The Wurzels
- Versión de 2002 por el conjunto belga Swoop que alcanzó gran éxito.

En otros idiomas
- En español: Versión grabada por Manolo Muñoz. Versión de Kumbia All Starz
- En alemán; (Kleiner Gonzales] versión de Rex Gildo
- En francés (Le petit González) versiones de Danyel Gérard, Dalida y Pierre Lalonde
- En italiano: Versiones de Johny Dorelli y Peppino di Capri